# 마스크 (1961년 영화)
《마스크》(The Mask)는 폴란드에서 제작된 줄리앙 로프만 감독의 1961년 공포, 스릴러 영화이다. 폴 스티븐스 등이 주연으로 출연하였고 줄리앙 로프만 등이 제작에 참여하였다. 캐나다 온타리오주 토론토에서 촬영되었으며 캐나다 최초의 공포 영화이다.

## 출연

### 주연
- 폴 스티븐스
- 클로데트 네빈스
- 빌 워커

### 조연
- 앤 콜린스
- 마틴 라벗
- 레오 레이든